# Catancyla brunnea
Catancyla brunnea är en fjärilsart som beskrevs av George Francis Hampson 1919. Catancyla brunnea ingår i släktet Catancyla och familjen Crambidae. Inga underarter finns listade i Catalogue of Life.